# KAA Gent in het seizoen 2017/18
Dit artikel beschrijft de prestaties van de Belgische voetbalclub KAA Gent in het seizoen 2017-2018.

## Gebeurtenissen

### Zomermercato
Het seizoen 2017/18 was het vierde opeenvolgende seizoen dat KAA Gent startte met Hein Vanhaezebrouck als hoofdcoach. In de zomer verlieten een aantal sleutelspelers de club. Kalifa Coulibaly vervoegde het Franse FC Nantes voor een transfersom tussen 4,5 en 5 miljoen euro. Jérémy Perbet werd verkocht aan Club Brugge, dat hem kort nadien doorverhuurde aan KV Kortrijk. Enkele andere in het oog springende vertrekkers waren Rob Schoofs (KV Mechelen), William Troost-Ekong (Bursaspor, Turkije), Rami Gershon (Maccabi Haifa, Israël) en Jacob Rinne (Aalborg, Denemarken).
Sterkhouders Thomas Foket, Kenny Saief en Renato Neto waren bij de seizoensstart langdurig onbeschikbaar wegens blessures en medische ingrepen. Foket maakte zijn wederoptreden eind oktober, Saief eind november. Neto zou uiteindelijk het hele seizoen missen.
Net zoals de voorgaande transferperiode investeerde de club opnieuw stevig in versterkingen. In mei 2017 werd spits Mamadou Sylla van KAS Eupen overgenomen voor 3,8 miljoen euro, een nieuw record voor Gent. Dit record sneuvelde enkele weken later met de komst van Franko Andrijašević van het Kroatische HNK Rijeka voor zo'n vier miljoen euro. De speler had aanvankelijk een akkoord met Standard, maar tekende uiteindelijk voor KAA Gent, dat met een beter bod kwam. Voor Damien Marcq (Charleroi) betaalde de club 2,5 miljoen euro. Bij de nieuwkomers waren daarnaast onder meer Roman Jaremtsjoek (Dynamo Kiev, Oekraïne), Dylan Bronn (Chamois Niortais, Frankrijk), Deiver Machado (Millonarios, Colombia) en Noë Dussenne (Crotone, Italië, huur).
Bij de start van het seizoen nam de A-kern haar intrek in een nieuw oefencomplex te Oostakker. Het bestaande oefencomplex aan de Warmoezeniersweg te Gent bleef in gebruik voor de jeugdploegen.

### Start van het seizoen
In de voorrondes van de Europa League werd Gent uitgeschakeld door het Oostenrijkse SCR Altach. Ook in de competitie bleven de resultaten ver beneden de verwachtingen: de eerste zes speeldagen konden de Buffalo's slechts drie punten sprokkelen. In de pers werd gespeculeerd over een mogelijk ontslag van Hein Vanhaezebrouck. Voorzitter Ivan De Witte bevestigde op 15 september in een open brief op de clubwebsite het vertrouwen in zijn coach.

### Trainerswissel en vervolg van het seizoen
Na een nieuwe nederlaag op de achtste speeldag, 0-1 thuis tegen Zulte Waregem op 24 september, verklaarde Vanhaezebrouck "dat hij nog eens goed moest nadenken hoe de zaken gelopen zijn". Gent stond op dat moment op de veertiende plaats met 6 punten op 24. De avond van 26 september vond een urenlange bespreking plaats tussen het clubbestuur, Vanhaezebrouck en zijn manager Mogi Bayat. De volgende dag werd aangekondigd dat de samenwerking tussen Vanhaezebrouck en KAA Gent in onderling overleg beëindigd werd. Op de persconferentie noemde Vanhaezebrouck zijn periode bij Gent "de mooiste uit zijn loopbaan" en reageerde op speculaties over een overstap naar Anderlecht (dat een week eerder de samenwerking met hoofdcoach Weiler had stopgezet) dat er nog geen contacten met andere clubs waren geweest. Niettemin zou Vanhaezebrouck een week later als nieuwe Anderlecht-coach worden voorgesteld.
Assistent-trainer Peter Balette werd hoofdcoach ad interim. Hij bleef dit uiteindelijk slechts één speeldag (Club Brugge - Gent op 1 oktober, eindstand 2-1), want op 4 oktober werd Yves Vanderhaeghe voorgesteld als nieuwe hoofdcoach. Vanderhaeghe was twee weken eerder wegens teleurstellende resultaten ontslagen bij KV Oostende en had intussen een aanbod afgeslagen om assistent van Vanhaezebrouck te worden bij Anderlecht.
De eerste wedstrijd onder Vanderhaeghe werd met 2-0 gewonnen tegen Waasland-Beveren. Het was voor Gent meteen de eerste thuiszege van het seizoen. Vijf speeldagen later werd de heenronde van de reguliere competitie afgesloten met 19 punten en een tiende plaats in de rangschikking. Bij aanvang van de winterstop waren de Buffalo's verder opgeklommen tot de vijfde plaats met 32 punten. Sinds de komst van Vanderhaeghe had Gent 26 punten op 36 behaald in de competitie. Wel was Gent op 12 december uitgeschakeld in de kwartfinale van de beker door een 4-1 nederlaag op het terrein van KV Kortrijk.

### Wintermercato
Tijdens de wintertransferperiode werd Gent versterkt met verdediger Sigurd Rosted van het Noorse Sarpsborg, centrale middenvelder Anders Christiansen van het Zweedse Malmö FF en spits Rangelo Janga van het Slowaakse AS Trenčín. De opvallendste vertrekkers waren Danijel Milićević die naar het Franse FC Metz vertrok, Kenny Saief die Vanhaezebrouck naar Anderlecht volgde, en Damien Marcq die Zulte Waregem vervoegde. Louis Verstraete werd verhuurd aan Waasland-Beveren, en Thomas Matton zette een punt achter zijn profcarrière.

### Slot van de reguliere competitie
Na de winterstop waren er nog negen wedstrijden te spelen in de reguliere competitie, waarvan de Buffalo's er vijf wonnen, één verloren en drie gelijk speelden. De reguliere competitie werd daardoor afgesloten op de vierde plaats met vijftig punten. Dankzij dit resultaat was KAA Gent voor het vierde seizoen op rij geplaatst voor play-off 1. Na de puntenhalvering werd die aangevat met een achterstand van negen punten op Club Brugge, drie op Anderlecht en één op Charleroi.

### Play-off 1
KAA Gent zette de play-offs goed in met een zes op zes tegen de top-twee, Anderlecht en Club Brugge, waarmee het opgeklommen was naar de tweede plaats. De volgende drie wedstrijden konden ze echter niet meer winnen en pakten slechts één punt op negen. Halfweg de play-offs stonden ze nu op de derde plaats, met evenveel punten als Standard.
Na de wedstrijd Gent-Standard op speeldag zes, die eindigde op 1-3, was er zware kritiek op de arbitrage, onder meer omwille van een niet-gefloten penalty na een fout op Samuel Gigot en een afgekeurd doelpunt van Rangelo Janga. Daags na de wedstrijd zette scheidsrechtersbaas Johan Verbist het videorefteam van die wedstrijd voor de rest van het seizoen op non-actief. Ook op speeldag zeven konden de Buffalo's niet winnen en waren ze weggezakt naar de vijfde plaats, waarmee het behalen van een Europees ticket in gevaar kwam. Op 8 mei, twee dagen voor speeldag acht, werd assistent-trainer Bernd Thijs, wiens contract aan het einde van het seizoen afliep, onverwacht ontslagen. Op de voorlaatste speeldag konden de Buffalo's voor het eerst in zeven wedstrijden nog eens winnen: Anderlecht werd met 1-0 verslagen in de Ghelamco Arena. Gent stond nu op de vierde plaats, maar was nog niet zeker van Europees voetbal. De laatste speeldag ging KAA Gent op bezoek bij Club Brugge, dat de speeldag voordien reeds kampioen gespeeld was. Ze versloegen de kersverse landskampioen met 0-1 en stelden zo de vierde plaats veilig. Doordat bekerwinnaar Standard op de tweede plaats was geëindigd, gaf de vierde plaats recht op de derde voorronde van de Europa League. KAA Gent was daarmee voor het vierde seizoen op rij geplaatst voor Europees voetbal, een clubrecord.

## Spelerskern
| Nr.           | Naam                   | Nationaliteit                                         | Geboortedatum | Competitie | Competitie | Beker | Beker | Andere | Andere | Europees | Europees | Totaal | Totaal | Bij de club sinds | Vorige club                | Positie     |
| Nr.           | Naam                   | Nationaliteit                                         | Geboortedatum | W          |            | W     |       | W      |        | W        |          | W      |        | Bij de club sinds | Vorige club                | Positie     |
| ------------- | ---------------------- | ----------------------------------------------------- | ------------- | ---------- | ---------- | ----- | ----- | ------ | ------ | -------- | -------- | ------ | ------ | ----------------- | -------------------------- | ----------- |
| Keepers       |                        |                                                       |               |            |            |       |       |        |        |          |          |        |        |                   |                            |             |
| 1             | Jacob Rinne(1)         | Vlag van Zweden                                       | 20-06-1993    | 1          | 0          | 0     | 0     | 0      | 0      | 1        | 0        | 2      | 0      | 2016              | Örebro SK                  | DM          |
| 12            | Anthony Swolfs(3)      | Vlag van België                                       | 25-11-1997    | 0          | 0          | 0     | 0     | 0      | 0      | 0        | 0        | 0      | 0      | 2018              | KV Mechelen                | DM          |
| 20            | Yannick Thoelen        | Vlag van België                                       | 18-07-1990    | 4          | 0          | 1     | 0     | 0      | 0      | 0        | 0        | 5      | 0      | 2015              | Lommel United              | DM          |
| 35            | Youn Czekanowicz       | Vlag van Luxemburg                                    | 08-08-2000    | 0          | 0          | 0     | 0     | 0      | 0      | 0        | 0        | 0      | 0      | 2016              | Club Brugge                | DM          |
| 91            | Lovre Kalinić          | Vlag van Kroatië                                      | 03-04-1990    | 35         | 0          | 2     | 0     | 0      | 0      | 1        | 0        | 38     | 0      | 2016              | HNK Hajduk Split           | DM          |
| Verdedigers   |                        |                                                       |               |            |            |       |       |        |        |          |          |        |        |                   |                            |             |
| 2             | Samuel Gigot           | Vlag van Frankrijk                                    | 12-10-1993    | 40         | 2          | 2     | 0     | 0      | 0      | 2        | 0        | 44     | 2      | 2017              | KV Kortrijk                | CV          |
| 4             | Sigurd Rosted(3)       | Vlag van Noorwegen                                    | 22-07-1994    | 8          | 0          | 0     | 0     | 0      | 0      | 0        | 0        | 8      | 0      | 2018              | Sarpsborg 08 FF            | CV          |
| 5             | Noë Dussenne           | Vlag van België                                       | 07-04-1992    | 4          | 0          | 2     | 0     | 0      | 0      | 0        | 0        | 6      | 0      | 2017              | FC Crotone                 | CV          |
| 11            | Deiver Machado         | Vlag van Colombia                                     | 02-09-1993    | 12         | 0          | 3     | 0     | 0      | 0      | 0        | 0        | 15     | 0      | 2017              | Millonarios FC             | LB          |
| 13            | Stefan Mitrović        | Vlag van Servië                                       | 22-05-1990    | 19         | 0          | 2     | 1     | 0      | 0      | 2        | 0        | 23     | 1      | 2015              | SC Freiburg                | CV          |
| 21            | Nana Asare             | Vlag van Ghana · Vlag van België                      | 11-07-1986    | 35         | 0          | 1     | 0     | 0      | 0      | 2        | 0        | 38     | 0      | 2013              | FC Utrecht                 | LB, CM, CAM |
| 22            | Dylan Bronn            | Vlag van Tunesië                                      | 19-06-1995    | 34         | 2          | 3     | 0     | 0      | 0      | 0        | 0        | 37     | 2      | 2017              | Chamois Niortais FC        | CV, RB      |
| 29            | Thibault De Smet       | Vlag van België                                       | 05-06-1998    | 0          | 0          | 1     | 0     | 0      | 0      | 0        | 0        | 1      | 0      | 2016              | Eigen jeugd                | CV, LB      |
| 32            | Thomas Foket           | Vlag van België                                       | 25-09-1994    | 24         | 0          | 1     | 0     | 0      | 0      | 0        | 0        | 25     | 0      | 2012              | KV Oostende (uitleenbasis) | RB, RM, CAM |
| 38            | Siebe Horemans         | Vlag van België                                       | 02-06-1998    | 1          | 0          | 0     | 0     | 0      | 0      | 0        | 0        | 1      | 0      | 2016              | OH Leuven (uitleenbasis)   | CV          |
| Middenvelders |                        |                                                       |               |            |            |       |       |        |        |          |          |        |        |                   |                            |             |
| 3             | Lucas Schoofs(2)       | Vlag van België                                       | 03-01-1997    | 0          | 0          | 0     | 0     | 0      | 0      | 0        | 0        | 0      | 0      | 2016              | OH Leuven (uitleenbasis)   | CVM, CM     |
| 6             | Birger Verstraete      | Vlag van België                                       | 16-04-1994    | 25         | 1          | 1     | 0     | 0      | 0      | 1        | 0        | 27     | 1      | 2017              | KV Kortrijk                | CM          |
| 7             | Giorgi Tsjakvetadze    | Vlag van Georgië                                      | 29-08-1999    | 19         | 1          | 0     | 0     | 0      | 0      | 0        | 0        | 19     | 1      | 2017              | Dinamo Tbilisi             | CAM, LM     |
| 8             | Thomas Matton(2)       | Vlag van België                                       | 24-10-1985    | 2          | 0          | 0     | 0     | 0      | 0      | 0        | 0        | 2      | 0      | 2015              | KV Kortrijk                | CAM, CM     |
| 8             | Anders Christiansen(3) | Vlag van Denemarken                                   | 08-06-1990    | 4          | 0          | 0     | 0     | 0      | 0      | 0        | 0        | 4      | 0      | 2018              | Malmö FF                   | CAM         |
| 10            | Renato Neto            | Vlag van Brazilië                                     | 27-09-1991    | 0          | 0          | 0     | 0     | 0      | 0      | 0        | 0        | 0      | 0      | 2013              | Videoton FC                | CVM, CM     |
| 14            | Tesfaldet Tekie(2)     | Vlag van Zweden                                       | 04-06-1997    | 0          | 0          | 0     | 0     | 0      | 0      | 0        | 0        | 0      | 0      | 2017              | IFK Norrköping             | CM          |
| 15            | Kenny Saief(2)         | Vlag van Verenigde Staten · Vlag van Israël           | 17-12-1993    | 3          | 0          | 2     | 0     | 0      | 0      | 0        | 0        | 5      | 0      | 2014              | Ironi Nir Ramat HaSharon   | CAM, LM     |
| 19            | Brecht Dejaegere       | Vlag van België                                       | 29-05-1991    | 35         | 3          | 2     | 0     | 0      | 0      | 2        | 0        | 39     | 3      | 2013              | KV Kortrijk                | CAM         |
| 23            | Franko Andrijašević    | Vlag van Kroatië                                      | 22-06-1991    | 20         | 2          | 1     | 0     | 0      | 0      | 1        | 0        | 22     | 2      | 2017              | HNK Rijeka                 | CAM         |
| 24            | Nicolas Raskin         | Vlag van België                                       | 23-02-2001    | 1          | 0          | 0     | 0     | 0      | 0      | 0        | 0        | 1      | 0      | 2017              | RSC Anderlecht             | CM          |
| 25            | Damien Marcq(2)        | Vlag van Frankrijk                                    | 08-12-1988    | 6          | 0          | 1     | 0     | 0      | 0      | 2        | 0        | 9      | 0      | 2017              | Charleroi                  | CVM         |
| 33            | Louis Verstraete(2)    | Vlag van België                                       | 04-05-1999    | 3          | 1          | 0     | 0     | 0      | 0      | 0        | 0        | 3      | 1      | 2016              | Eigen jeugd                | CM          |
| 44            | Anderson Esiti         | Vlag van Nigeria                                      | 24-05-1994    | 26         | 0          | 3     | 0     | 0      | 0      | 1        | 0        | 30     | 0      | 2016              | Estoril                    | CVM         |
| 77            | Danijel Milićević(2)   | Vlag van Zwitserland · Vlag van Bosnië en Herzegovina | 05-01-1986    | 17         | 1          | 3     | 4     | 0      | 0      | 2        | 1        | 22     | 6      | 2014              | Charleroi                  | CAM, RM, LM |
| Aanvallers    |                        |                                                       |               |            |            |       |       |        |        |          |          |        |        |                   |                            |             |
| 7             | Kalifa Coulibaly(1)    | Vlag van Mali                                         | 21-08-1991    | 3          | 0          | 0     | 0     | 0      | 0      | 2        | 1        | 5      | 1      | 2015              | Charleroi                  | SP          |
| 9             | Mamadou Sylla Diallo   | Vlag van Senegal                                      | 20-03-1994    | 28         | 1          | 2     | 1     | 0      | 0      | 2        | 0        | 32     | 2      | 2017              | KAS Eupen                  | SP          |
| 14            | Rangelo Janga(3)       | Vlag van Nederland                                    | 16-04-1992    | 17         | 5          | 0     | 0     | 0      | 0      | 0        | 0        | 17     | 5      | 2018              | AS Trenčín                 | SP          |
| 17            | Roman Jaremtsjoek      | Vlag van Oekraïne                                     | 27-11-1995    | 32         | 9          | 2     | 0     | 0      | 0      | 0        | 0        | 34     | 9      | 2017              | Dynamo Kiev                | SP          |
| 18            | Samuel Kalu            | Vlag van Nigeria                                      | 26-08-1997    | 32         | 6          | 2     | 0     | 0      | 0      | 2        | 0        | 36     | 6      | 2017              | AS Trenčín                 | LV, RV      |
| 27            | Moses Simon            | Vlag van Nigeria                                      | 12-07-1995    | 29         | 6          | 2     | 0     | 0      | 0      | 2        | 0        | 33     | 6      | 2015              | AS Trenčín                 | LV, RV      |
| 28            | Aboubakary Koita       | Vlag van België · Vlag van Senegal                    | 20-09-1998    | 1          | 0          | 0     | 0     | 0      | 0      | 0        | 0        | 1      | 0      | 2017              | ASV Geel                   | LV, RV      |
| 31            | Yuya Kubo              | Vlag van Japan                                        | 24-12-1993    | 37         | 11         | 3     | 0     | 0      | 0      | 2        | 0        | 42     | 11     | 2017              | BSC Young Boys             | SP          |

DM: Doelman, RB: Rechtsback, CV: Centrale verdediger, LB: Linksback, CVM: Verdedigende middenvelder, CM: Centrale middenvelder, RM: Rechtsmidden, LM: Linksmidden, CAM: Aanvallende middenvelder, RV: Rechter vleugelspits, LV: Linker vleugelspits, CA: Hangende spits, SP: Diepste spits, : Aanvoerder

(1): werd verkocht tijdens de zomertransferperiode (zie verder) maar speelde in het begin van het seizoen nog enkele wedstrijden voor KAA Gent

(2): enkel eerste seizoenshelft bij KAA Gent; zie wintertransfers uitgaand

(3): enkel tweede seizoenshelft bij KAA Gent; zie wintertransfers inkomend

## Technische staf
| Functie               | Naam                    | Nationaliteit | Opmerking                                      |
| --------------------- | ----------------------- | ------------- | ---------------------------------------------- |
| Hoofdtrainer/coach T1 | Yves Vanderhaeghe       | België        | Vanaf 4 oktober 2017                           |
| Hoofdtrainer/coach T1 | Peter Balette           | België        | Ad interim van 27 september tot 4 oktober 2017 |
| Hoofdtrainer/coach T1 | Hein Vanhaezebrouck     | België        | Tot 27 september 2017                          |
| Assistent-trainer T2  | Peter Balette           | België        |                                                |
| Assistent-trainer T3  | Bernd Thijs             | België        | Tot 8 mei 2018                                 |
| Keepertrainer T4      | Francky Vandendriessche | België        |                                                |
| Conditietrainer       | Stijn Matthys           | België        |                                                |

## Transfers

### ingaand
| Naam                 | Land                                   | Positie | Van                 | Type              |       |
| zomer                | zomer                                  | zomer   | zomer               | zomer             | zomer |
| -------------------- | -------------------------------------- | ------- | ------------------- | ----------------- | ----- |
| Franko Andrijašević  | Vlag van Kroatië                       | M       | HNK Rijeka          | aankoop           |       |
| Ricardo Ávila        | Vlag van Panama                        | M       | Chorrillo FC        | aankoop           |       |
| Dylan Bronn          | Vlag van Tunesië                       | V       | Chamois Niortais FC | aankoop           |       |
| Giorgi Tsjakvetadze  | Vlag van Georgië                       | M       | Dinamo Tbilisi      | aankoop           |       |
| Noë Dussenne         | Vlag van België                        | V       | FC Crotone          | huur              |       |
| Siebe Horemans       | Vlag van België                        | V       | OH Leuven           | terug van verhuur |       |
| Lior Inbrum          | Vlag van Israël                        | A       | MS Asjdod           | aankoop           |       |
| Roman Jaremtsjoek    | Vlag van Oekraïne                      | A       | Dynamo Kiev         | aankoop           |       |
| Aboubakary Koita     | Vlag van België                        | A       | ASV Geel            | aankoop           |       |
| Deiver Machado       | Vlag van Colombia                      | V       | Millonarios FC      | aankoop           |       |
| Damien Marcq         | Vlag van Frankrijk                     | M       | Sporting Charleroi  | aankoop           |       |
| Nicolas Raskin       | Vlag van België                        | M       | RSC Anderlecht      | transfervrij      |       |
| Edil Sarda           | Vlag van Zwitserland · Vlag van Kosovo | A       | Udinese             | aankoop           |       |
| Elis Sarda           | Vlag van Zwitserland · Vlag van Kosovo | V       | Udinese             | aankoop           |       |
| Lucas Schoofs        | Vlag van België                        | M       | OH Leuven           | terug van verhuur |       |
| Mamadou Sylla Diallo | Vlag van Senegal                       | A       | KAS Eupen           | aankoop           |       |
| winter               |                                        |         |                     |                   |       |
| Anders Christiansen  | Vlag van Denemarken                    | M       | Malmö FF            | aankoop           |       |
| Rangelo Janga        | Vlag van Nederland                     | A       | AS Trenčín          | aankoop           |       |
| Sigurd Rosted        | Vlag van Noorwegen                     | V       | Sarpsborg 08 FF     | aankoop           |       |
| Anthony Swolfs       | Vlag van België                        | DM      | KV Mechelen         | aankoop           |       |

### Uitgaand
| Naam                 | Land                                                  | Positie | Naar                   | Type               |       |
| zomer                | zomer                                                 | zomer   | zomer                  | zomer              | zomer |
| -------------------- | ----------------------------------------------------- | ------- | ---------------------- | ------------------ | ----- |
| Giorgi Beridze       | Vlag van Georgië                                      | M       | AS Trencin             | verhuur            |       |
| Darko Bjedov         | Vlag van Servië                                       | A       | -                      | naar B-kern        |       |
| Vinko Cerovec        | Vlag van Kroatië                                      | V       | Ankaran Hrvatini       | transfervrij       |       |
| Kalifa Coulibaly     | Vlag van Mali                                         | A       | FC Nantes              | verkoop            |       |
| Ofir Davidadza       | Vlag van Israël                                       | V       | Maccabi Tel Aviv       | verhuur            |       |
| Simon Diedhiou       | Vlag van Senegal                                      | A       | OH Leuven              | verkoop            |       |
| Hatem Abd Elhamed    | Vlag van Israël                                       | V       | MS Asjdod              | verkoop            |       |
| Rami Gershon         | Vlag van Israël                                       | V       | Maccabi Haifa          | verkoop            |       |
| David Hubert         | Vlag van België                                       | M       | OH Leuven              | transfervrij       |       |
| Anthony Ikedi        | Vlag van Nigeria                                      | M       | FK Haugesund           | verhuur            |       |
| Lior Inbrum          | Vlag van Israël                                       | A       | NK Maribor             | verhuur            |       |
| Elton Kabangu        | Vlag van België · Vlag van Congo-Brazzaville          | M       | FC Eindhoven           | verhuur            |       |
| Rodgers Kola         | Vlag van Zambia                                       | A       |                        | transfervrij       |       |
| Emir Kujović         | Vlag van Zweden                                       | A       | Fortuna Düsseldorf     | contract ontbonden |       |
| Peter Olayinka       | Vlag van Nigeria                                      | A       | SV Zulte Waregem       | verhuur            |       |
| Jérémy Perbet        | Vlag van Frankrijk                                    | A       | Club Brugge            | verkoop            |       |
| Marko Poletanović    | Vlag van Servië                                       | M       | FK Tosno               | contract ontbonden |       |
| Ibrahim Rabiu        | Vlag van Nigeria                                      | M       | Slovan Bratislava      | verkoop            |       |
| Jacob Rinne          | Vlag van Zweden                                       | DM      | Aalborg BK             | verkoop            |       |
| Rob Schoofs          | Vlag van België                                       | M       | KV Mechelen            | verkoop            |       |
| Serge Tabekou        | Vlag van Kameroen                                     | A       | Union Sint-Gillis      | verkoop            |       |
| Jimmy Tabidze        | Vlag van Georgië                                      | V       | FK Oefa                | verkoop            |       |
| Jérémy Taravel       | Vlag van Frankrijk                                    | V       | Cercle Brugge          | contract ontbonden |       |
| William Troost-Ekong | Vlag van Nigeria                                      | V       | Bursaspor              | verkoop            |       |
| Brian Vandenbussche  | Vlag van België                                       | DM      | Cercle Brugge          | transfervrij       |       |
| Jari Vandeputte      | Vlag van België                                       | M       | AS Viterbese Castrense | transfervrij       |       |
| Gustav Wikheim       | Vlag van Noorwegen                                    | M       | FC Midtjylland         | verkoop            |       |
| winter               |                                                       |         |                        |                    |       |
| Lior Inbrum          | Vlag van Israël                                       | A       | MS Asjdod              | verhuur            |       |
| Damien Marcq         | Vlag van Frankrijk                                    | M       | SV Zulte Waregem       | verkoop            |       |
| Thomas Matton        | Vlag van België                                       | M       | -                      | einde carrière     |       |
| Danijel Milićević    | Vlag van Zwitserland · Vlag van Bosnië en Herzegovina | M       | FC Metz                | verhuur            |       |
| Lucas Schoofs        | Vlag van België                                       | M       | NAC Breda              | verhuur            |       |
| Kenny Saief          | Vlag van Verenigde Staten · Vlag van Israël           | M       | RSC Anderlecht         | verhuur            |       |
| Noël Soumah          | Vlag van Senegal                                      | V       | KVC Westerlo           | verhuur            |       |
| Tesfaldet Tekie      | Vlag van Zweden                                       | M       | Östersunds FK          | verhuur            |       |
| Louis Verstraete     | Vlag van België                                       | M       | Waasland-Beveren       | verhuur            |       |

## Oefenwedstrijden
| Oefenwedstrijden                                                 |                                               |                                     |                                                                                                   |
| Wedstrijddetails                                                 | Thuisploeg                                    | Uitslag                             | Uitploeg                                                                                          |
| Zomer                                                            |                                               |                                     |                                                                                                   |
| 22 juni 2017 19:30 Sportpark Moerkensheide De Pinte              | JV De Pinte                                   | 0-2                                 | KAA Gent                                                                                          |
| 22 juni 2017 19:30 Sportpark Moerkensheide De Pinte              |                                               | 0-1 0-2                             | 36' Inbrum 73' Sarda                                                                              |
| 23 juni 2017 19:30 Marcel De Kerpelstadion Wetteren              | RFC Wetteren                                  | 1-3                                 | KAA Gent                                                                                          |
| 23 juni 2017 19:30 Marcel De Kerpelstadion Wetteren              | Van De Sompel 36'                             | 1-0 1-1 1-2 1-3                     | 44' Sylla 45' Dejaegere 83' Bjedov                                                                |
| 24 juni 2017 18:00 Complex Keiskant Drongen                      | KVE Drongen                                   | 2-3                                 | KAA Gent                                                                                          |
| 24 juni 2017 18:00 Complex Keiskant Drongen                      | Blanquart 54' De Cock 60'                     | 0-1 0-2 0-3 1-3 2-3                 | 18' Matton 42' Dejaegere 47' L. Verstraete                                                        |
| 30 juni 2017 19:30 Sportcomplex Marc Gevaert Dikkelvenne         | SC Dikkelvenne                                | 2-7                                 | KAA Gent                                                                                          |
| 30 juni 2017 19:30 Sportcomplex Marc Gevaert Dikkelvenne         | Schollaert 38' (pen.) Neve 67'                | 0-1 1-1 1-2 1-3 1-4 2-4 2-5 2-6 2-7 | 15' Koita 44' Coulibaly 50' Matton 56' Marcq 75' B. Verstraete 90' Andrijašević 91' Euvrard (own) |
| 1 juli 2017 18:00 Oefencomplex Warmoezeniersweg Gent             | KAA Gent                                      | 7-1                                 | KSV Roeselare                                                                                     |
| 1 juli 2017 18:00 Oefencomplex Warmoezeniersweg Gent             | 0-1 1-1 2-1 3-1 4-1 5-1 6-1 7-1               |                                     |                                                                                                   |
| 7 juli 2017 16:00 Sportpark Kerkebos Swolgen (Nederland)         | PAOK Saloniki                                 | 0-2                                 | KAA Gent                                                                                          |
| 7 juli 2017 16:00 Sportpark Kerkebos Swolgen (Nederland)         |                                               | 0-1 0-2                             | 31' Matton 87' Sylla                                                                              |
| 13 juli 2017 20:30 Ghelamco Arena Gent                           | KAA Gent                                      | 2-3                                 | OGC Nice                                                                                          |
| 13 juli 2017 20:30 Ghelamco Arena Gent                           | B. Verstraete 13' Simon 66'                   | 1-0 1-1 1-2 2-2 2-3                 | 41' Balotelli 52' Souquet 90' Plea                                                                |
| 19 juli 2017 19:30 Olympisch Stadion Athene                      | AEK Athene                                    | 1-1                                 | KAA Gent                                                                                          |
| 19 juli 2017 19:30 Olympisch Stadion Athene                      | Mantalos 74'                                  | 0-1 1-1                             | 37' Andrijašević                                                                                  |
| 21 juli 2017 20:00 Stade Bollaert-Delelis Lens                   | RC Lens                                       | 1-3                                 | KAA Gent                                                                                          |
| 21 juli 2017 20:00 Stade Bollaert-Delelis Lens                   | Lendric 84' (pen.)                            | 0-1 0-2 1-2 1-3                     | 25' Kubo 32' (pen.) Milićević 90' Kalu                                                            |
| 22 juli 2017 16:30 Olympisch Stadion Antwerpen                   | KFCO Beerschot Wilrijk                        | 2-3                                 | KAA Gent                                                                                          |
| 22 juli 2017 16:30 Olympisch Stadion Antwerpen                   | Placca 63' Mitrović (own) 65'                 | 0-1 0-2 1-2 2-2 2-3                 | 20' Kubo 50' Sylla 70' Simon                                                                      |
| Herfst                                                           |                                               |                                     |                                                                                                   |
| 9 november 2017 14:00 Oefencomplex KAA Gent Gent                 | KAA Gent                                      | 3-1                                 | NAC Breda                                                                                         |
| 9 november 2017 14:00 Oefencomplex KAA Gent Gent                 | Andrijašević 8' Horemans 18' Andrijašević 48' | 1-0 2-0 3-0 3-1                     | 89' (pen.) Ambrose                                                                                |
| Winter                                                           |                                               |                                     |                                                                                                   |
| 9 januari 2018 15:30 Campos De Futbol Oliva Nova Oliva (Spanje)  | 1. FC Nürnberg                                | 0-1                                 | KAA Gent                                                                                          |
| 9 januari 2018 15:30 Campos De Futbol Oliva Nova Oliva (Spanje)  |                                               | 0-1                                 | 86' (pen.) Gigot                                                                                  |
| 10 januari 2018 15:00 Campos De Futbol Oliva Nova Oliva (Spanje) | 1. FC Union Berlin                            | 3-1                                 | KAA Gent                                                                                          |
| 10 januari 2018 15:00 Campos De Futbol Oliva Nova Oliva (Spanje) | Polter 50' Hedlund 54' Hosiner 81'            | 0-1 1-1 2-1 3-1                     | 12' Esiti                                                                                         |

## Jupiler Pro League

### Reguliere competitie

#### Wedstrijden
| Jupiler Pro League                                             |                                                      |                     |                                         | |                                                                       |
| Wedstrijddetails                                               | Thuisploeg                                           | Uitslag             | Uitploeg                                | Opstelling | Kaarten                                                               |
| Heenronde                                                      |                                                      |                     |                                         | |                                                                       |
| 30 juli 2017 18:00 Stayen Sint-Truiden                         | Sint-Truiden                                         | 3-2                 | KAA Gent                                | Rinne Gigot, Mitrović, Horemans (76' Dejaegere), Asare Kalu (76' Sylla), Esiti, Milićević, Simon Andrijašević (71' Kubo), Coulibaly                  | 65' Esiti 75' Milićević 79' Gigot 90' Coulibaly                       |
| 30 juli 2017 18:00 Stayen Sint-Truiden                         | Vetokele 63' Ceballos 72' Ceballos 88'               | 0-1 1-1 2-1 2-2 3-2 | 39' Andrijašević 75' Gigot              | Rinne Gigot, Mitrović, Horemans (76' Dejaegere), Asare Kalu (76' Sylla), Esiti, Milićević, Simon Andrijašević (71' Kubo), Coulibaly                  | 65' Esiti 75' Milićević 79' Gigot 90' Coulibaly                       |
| 6 augustus 2017 14:30 Ghelamco Arena Gent                      | KAA Gent                                             | 0-1                 | Antwerp FC                              | Thoelen Bronn, Mitrović, Machado B. Verstraete (46' Gigot), Esiti (46' Kalu), Dejaegere, Asare Milićević (66' Coulibaly), Sylla, Kubo                | 87' Gigot 93' Bronn                                                   |
| 6 augustus 2017 14:30 Ghelamco Arena Gent                      |                                                      | 0-1                 | 37' Jaadi                               | Thoelen Bronn, Mitrović, Machado B. Verstraete (46' Gigot), Esiti (46' Kalu), Dejaegere, Asare Milićević (66' Coulibaly), Sylla, Kubo                | 87' Gigot 93' Bronn                                                   |
| 12 augustus 2017 18:00 Achter De Kazerne Mechelen              | KV Mechelen                                          | 1-1                 | KAA Gent                                | Kalinić Gigot, Mitrović, Bronn Dejaegere (65' B. Verstraete), Marcq, Andrijašević (92' L. Verstraete), Machado Kalu, Coulibaly, Kubo (79' Sylla)     | 36' Marcq                                                             |
| 12 augustus 2017 18:00 Achter De Kazerne Mechelen              | Matthys 86'                                          | 0-1 1-1             | 33' Kalu                                | Kalinić Gigot, Mitrović, Bronn Dejaegere (65' B. Verstraete), Marcq, Andrijašević (92' L. Verstraete), Machado Kalu, Coulibaly, Kubo (79' Sylla)     | 36' Marcq                                                             |
| 20 augustus 2017 20:00 Le Canonnier Moeskroen                  | Excel Moeskroen                                      | 3-2                 | KAA Gent                                | Kalinić Gigot, Mitrović, Bronn Kalu, Marcq, Dejaegere (79' L. Verstraete), Machado Kubo (46' Esiti), Sylla (71' Asare), Simon                        | 8' Machado 42' Kubo 43' Gigot 73' Kalinić                             |
| 20 augustus 2017 20:00 Le Canonnier Moeskroen                  | Mohamed 67' Govea 84' Bolingi 87' (pen.)             | 0-1 0-2 1-2 2-2 3-2 | 25' Dejaegere 30' Sylla                 | Kalinić Gigot, Mitrović, Bronn Kalu, Marcq, Dejaegere (79' L. Verstraete), Machado Kubo (46' Esiti), Sylla (71' Asare), Simon                        | 8' Machado 42' Kubo 43' Gigot 73' Kalinić                             |
| 27 augustus 2017 18:00 Ghelamco Arena Gent                     | KAA Gent                                             | 0-0                 | RSC Anderlecht                          | Thoelen Gigot, Mitrović, Asare Dejaegere (74' Kubo), Esiti, Marcq, Machado Milićević, Sylla (86' Jaremtsjoek), Simon                                 | 34' Machado 45' Marcq 72' Sylla                                       |
| 27 augustus 2017 18:00 Ghelamco Arena Gent                     |                                                      |                     |                                         | Thoelen Gigot, Mitrović, Asare Dejaegere (74' Kubo), Esiti, Marcq, Machado Milićević, Sylla (86' Jaremtsjoek), Simon                                 | 34' Machado 45' Marcq 72' Sylla                                       |
| 10 september 2017 14:30 Ghelamco Arena Gent                    | KAA Gent                                             | 1-1                 | KRC Genk                                | Kalinić Gigot, Dussenne, Asare Dejaegere (86' Andrijašević), Esiti, Marcq, Machado Milićević (46' Bronn), Sylla, Simon (74' Kubo)                    | 28' Dussenne 40' Machado 41' Esiti                                    |
| 10 september 2017 14:30 Ghelamco Arena Gent                    | Milićević 35' (pen.)                                 | 1-0 1-1             | 89' Brabec                              | Kalinić Gigot, Dussenne, Asare Dejaegere (86' Andrijašević), Esiti, Marcq, Machado Milićević (46' Bronn), Sylla, Simon (74' Kubo)                    | 28' Dussenne 40' Machado 41' Esiti                                    |
| 17 september 2017 18:00 Versluys Arena Oostende                | KV Oostende                                          | 0-2                 | KAA Gent                                | Kalinić Gigot, Dussenne, Bronn Dejaegere, Esiti, Milićević, Asare (68' Machado) Kubo (84' L. Verstraete), Sylla (93' Jaremtsjoek), Simon             | 59' Bronn 87' Kalinić 94' L. Verstraete                               |
| 17 september 2017 18:00 Versluys Arena Oostende                |                                                      | 0-1 0-2             | 31' Kubo 91' L. Verstraete              | Kalinić Gigot, Dussenne, Bronn Dejaegere, Esiti, Milićević, Asare (68' Machado) Kubo (84' L. Verstraete), Sylla (93' Jaremtsjoek), Simon             | 59' Bronn 87' Kalinić 94' L. Verstraete                               |
| 24 september 2017 14:30 Ghelamco Arena Gent                    | KAA Gent                                             | 0-1                 | Zulte Waregem                           | Kalinić Gigot, Dussenne, Asare B. Verstraete (56' Machado), Esiti (56' Dejaegere), Andrijašević (56' Kalu), Simon Milićević, Jaremtsjoek, Kubo       | 33' Andrijašević 52' B. Verstraete 72' Machado 90' Asare              |
| 24 september 2017 14:30 Ghelamco Arena Gent                    |                                                      | 0-1                 | 3' Šaponjić                             | Kalinić Gigot, Dussenne, Asare B. Verstraete (56' Machado), Esiti (56' Dejaegere), Andrijašević (56' Kalu), Simon Milićević, Jaremtsjoek, Kubo       | 33' Andrijašević 52' B. Verstraete 72' Machado 90' Asare              |
| 1 oktober 2017 14:30 Jan Breydelstadion Brugge                 | Club Brugge                                          | 2-1                 | KAA Gent                                | Kalinić Gigot, Mitrović, Asare B. Verstraete, Milićević (83' Tsjakvetadze), Esiti, Dejaegere (75' Marcq) Kubo, Sylla, Simon (76' Kalu)               | 37' Esiti                                                             |
| 1 oktober 2017 14:30 Jan Breydelstadion Brugge                 | Dennis 16' Cools 71'                                 | 1-0 1-1 2-1         | 23' Kubo                                | Kalinić Gigot, Mitrović, Asare B. Verstraete, Milićević (83' Tsjakvetadze), Esiti, Dejaegere (75' Marcq) Kubo, Sylla, Simon (76' Kalu)               | 37' Esiti                                                             |
| 14 oktober 2017 20:30 Ghelamco Arena Gent                      | KAA Gent                                             | 2-0                 | Waasland-Beveren                        | Kalinić Bronn, Gigot, Mitrović, Asare Milićević (66' Kalu), Esiti (70' Matton), Dejaegere Kubo, Jaremtsjoek (72' Sylla), Simon                       | 22' Dejaegere 50' Esiti                                               |
| 14 oktober 2017 20:30 Ghelamco Arena Gent                      | Kalu 69' Kalu 85'                                    | 1-0 2-0             |                                         | Kalinić Bronn, Gigot, Mitrović, Asare Milićević (66' Kalu), Esiti (70' Matton), Dejaegere Kubo, Jaremtsjoek (72' Sylla), Simon                       | 22' Dejaegere 50' Esiti                                               |
| 21 oktober 2017 20:30 Guldensporenstadion Kortrijk             | KV Kortrijk                                          | 1-1                 | KAA Gent                                | Kalinić Bronn, Gigot, Mitrović, Asare Milićević, Esiti (84' Matton), Dejaegere Kubo (64' Kalu), Jaremtsjoek (62' Sylla), Simon                       | 45+1' Gigot 87' Matton                                                |
| 21 oktober 2017 20:30 Guldensporenstadion Kortrijk             | 74' Kage                                             | 0-1 1-1             | 60' Simon                               | Kalinić Bronn, Gigot, Mitrović, Asare Milićević, Esiti (84' Matton), Dejaegere Kubo (64' Kalu), Jaremtsjoek (62' Sylla), Simon                       | 45+1' Gigot 87' Matton                                                |
| 24 oktober 2017 20:30 Ghelamco Arena Gent                      | KAA Gent                                             | 3-0                 | KAS Eupen                               | Kalinić Bronn, Gigot, Mitrović, Asare (46' Machado) Kubo, Esiti, Dejaegere (72' B. Verstraete) Kalu, Jaremtsjoek (80' Sylla), Simon                  | 24' Asare 53' Esiti 72' Kalu 79' B. Verstraete                        |
| 24 oktober 2017 20:30 Ghelamco Arena Gent                      | Kubo 3' Simon 36' (pen.) Simon 38' (pen.)            | 1-0 2-0 3-0         |                                         | Kalinić Bronn, Gigot, Mitrović, Asare (46' Machado) Kubo, Esiti, Dejaegere (72' B. Verstraete) Kalu, Jaremtsjoek (80' Sylla), Simon                  | 24' Asare 53' Esiti 72' Kalu 79' B. Verstraete                        |
| 27 oktober 2017 20:30 Stade du Pays de Charleroi Charleroi     | Sporting Charleroi                                   | 2-1                 | KAA Gent                                | Kalinić Bronn (66' Foket), Gigot, Mitrović, Asare Milićević, Marcq (67' Andrijašević), Dejaegere Kubo, Jaremtsjoek (60' Sylla), Simon                | 35' Bronn 65' Marcq 73' Foket                                         |
| 27 oktober 2017 20:30 Stade du Pays de Charleroi Charleroi     | Benavente 44' Benavente 63'                          | 1-0 2-0 2-1         | 67' Kubo                                | Kalinić Bronn (66' Foket), Gigot, Mitrović, Asare Milićević, Marcq (67' Andrijašević), Dejaegere Kubo, Jaremtsjoek (60' Sylla), Simon                | 35' Bronn 65' Marcq 73' Foket                                         |
| 3 november 2017 20:30 Ghelamco Arena Gent                      | KAA Gent                                             | 1-0                 | Standard Luik                           | Kalinić Bronn, Gigot, Mitrović, Asare Dejaegere, Esiti, Machado Kalu (85' Foket), Jaremtsjoek (77' Sylla), Kubo (77' Milićević)                      | 51' Jaremtsjoek 72' Dejaegere                                         |
| 3 november 2017 20:30 Ghelamco Arena Gent                      | Jaremtsjoek 50'                                      | 1-0                 |                                         | Kalinić Bronn, Gigot, Mitrović, Asare Dejaegere, Esiti, Machado Kalu (85' Foket), Jaremtsjoek (77' Sylla), Kubo (77' Milićević)                      | 51' Jaremtsjoek 72' Dejaegere                                         |
| 19 november 2017 20:00 Daknamstadion Lokeren                   | KSC Lokeren                                          | 0-3                 | KAA Gent                                | Kalinić Bronn, Gigot, Mitrović, Asare Dejaegere (82' Milićević), Esiti, Kubo Kalu (78' Foket), Jaremtsjoek (46' Sylla), Simon                        | 49' Dejaegere 57' Bronn 82' Kalinić 88' Esiti                         |
| 19 november 2017 20:00 Daknamstadion Lokeren                   |                                                      | 0-1 0-2 0-3         | 42' Dejaegere 76' Kalu 84' Gigot        | Kalinić Bronn, Gigot, Mitrović, Asare Dejaegere (82' Milićević), Esiti, Kubo Kalu (78' Foket), Jaremtsjoek (46' Sylla), Simon                        | 49' Dejaegere 57' Bronn 82' Kalinić 88' Esiti                         |
| Terugronde                                                     |                                                      |                     |                                         | |                                                                       |
| 24 november 2017 20:30 Ghelamco Arena Gent                     | KAA Gent                                             | 3-1                 | Excel Moeskroen                         | Kalinić Bronn, Gigot, Mitrović, Asare Dejaegere (83' Milićević), Esiti, Kubo Kalu (75' Saief), Sylla (69' Jaremtsjoek), Simon                        | 59' Sylla                                                             |
| 24 november 2017 20:30 Ghelamco Arena Gent                     | Simon 29' (pen.) Kubo 39' Bronn 74'                  | 1-0 1-1 2-1 3-1     | 33' Awoniyi                             | Kalinić Bronn, Gigot, Mitrović, Asare Dejaegere (83' Milićević), Esiti, Kubo Kalu (75' Saief), Sylla (69' Jaremtsjoek), Simon                        | 59' Sylla                                                             |
| 3 december 2017 20:00 Regenboogstadion Waregem                 | Zulte Waregem                                        | 0-1                 | KAA Gent                                | Kalinić Bronn, Gigot, Mitrović, Asare Dejaegere, Esiti, Kubo (75' Milićević) Kalu (66' Foket), Sylla (82' Jaremtsjoek), Simon                        | 28' Asare 43' Dejaegere 57' Esiti 64' Mitrović 90' Esiti              |
| 3 december 2017 20:00 Regenboogstadion Waregem                 |                                                      | 0-1                 | 29' Simon                               | Kalinić Bronn, Gigot, Mitrović, Asare Dejaegere, Esiti, Kubo (75' Milićević) Kalu (66' Foket), Sylla (82' Jaremtsjoek), Simon                        | 28' Asare 43' Dejaegere 57' Esiti 64' Mitrović 90' Esiti              |
| 9 december 2017 20:30 Ghelamco Arena Gent                      | KAA Gent                                             | 2-1                 | KV Kortrijk                             | Kalinić Bronn, Gigot, Mitrović (70' Dussenne), Asare Dejaegere, B. Verstraete, Kubo Kalu (69' Saief), Jaremtsjoek, Simon (85' Foket)                 | 91' Dejaegere                                                         |
| 9 december 2017 20:30 Ghelamco Arena Gent                      | Jaremtsjoek 10' Kubo 27'                             | 0-1 1-1 2-1         | 7' Chevalier                            | Kalinić Bronn, Gigot, Mitrović (70' Dussenne), Asare Dejaegere, B. Verstraete, Kubo Kalu (69' Saief), Jaremtsjoek, Simon (85' Foket)                 | 91' Dejaegere                                                         |
| 16 december 2017 18:00 Maurice Dufrasnestadion Luik            | Standard Luik                                        | 0-0                 | KAA Gent                                | Kalinić Bronn (77' Foket), Gigot, Mitrović, Asare B. Verstraete, Esiti, Kubo (74' Milićević) Kalu (88' Machado), Sylla, Simon                        | 44' Bronn 44' Kalu 79' Asare 82' B. Verstraete 84' Esiti 89' Mitrović |
| 16 december 2017 18:00 Maurice Dufrasnestadion Luik            |                                                      |                     |                                         | Kalinić Bronn (77' Foket), Gigot, Mitrović, Asare B. Verstraete, Esiti, Kubo (74' Milićević) Kalu (88' Machado), Sylla, Simon                        | 44' Bronn 44' Kalu 79' Asare 82' B. Verstraete 84' Esiti 89' Mitrović |
| 21 december 2017 20:30 Ghelamco Arena Gent                     | KAA Gent                                             | 1-0                 | Sporting Charleroi                      | Kalinić Foket, Gigot, Mitrović, Asare Dejaegere, Esiti, Kubo (84' Milićević) Kalu, Sylla (73' Jaremtsjoek), Simon (69' Saief)                        | 42' Asare 45' Dejaegere 94' Foket                                     |
| 21 december 2017 20:30 Ghelamco Arena Gent                     | Jaremtsjoek 97'                                      | 1-0                 |                                         | Kalinić Foket, Gigot, Mitrović, Asare Dejaegere, Esiti, Kubo (84' Milićević) Kalu, Sylla (73' Jaremtsjoek), Simon (69' Saief)                        | 42' Asare 45' Dejaegere 94' Foket                                     |
| 26 december 2017 20:30 Constant Vanden Stockstadion Anderlecht | RSC Anderlecht                                       | 1-0                 | KAA Gent                                | Kalinić Bronn, Gigot, Mitrović, Machado Dejaegere (76' B. Verstraete), Esiti, Kubo (79' Milićević) Kalu, Sylla (63' Jaremtsjoek), Simon              | 7' Simon 34' Kalu 92' Kalu                                            |
| 26 december 2017 20:30 Constant Vanden Stockstadion Anderlecht | Hanni 77'                                            | 1-0                 |                                         | Kalinić Bronn, Gigot, Mitrović, Machado Dejaegere (76' B. Verstraete), Esiti, Kubo (79' Milićević) Kalu, Sylla (63' Jaremtsjoek), Simon              | 7' Simon 34' Kalu 92' Kalu                                            |
| 21 januari 2018 20:00 Ghelamco Arena Gent                      | KAA Gent                                             | 3-0                 | KSC Lokeren                             | Kalinić Foket, Bronn, Gigot, Asare B. Verstraete, Christiansen (42' Tsjakvetadze), Kubo Jaremtsjoek, Sylla (84' Janga), Dejaegere (46' Andrijašević) | 59' Bronn 67' Gigot                                                   |
| 21 januari 2018 20:00 Ghelamco Arena Gent                      | Filipovic (own) 45' Jaremtsjoek 63' Tsjakvetadze 86' | 1-0 2-0 3-0         |                                         | Kalinić Foket, Bronn, Gigot, Asare B. Verstraete, Christiansen (42' Tsjakvetadze), Kubo Jaremtsjoek, Sylla (84' Janga), Dejaegere (46' Andrijašević) | 59' Bronn 67' Gigot                                                   |
| 24 januari 2018 20:30 Bosuilstadion Antwerpen                  | Antwerp FC                                           | 1-1                 | KAA Gent                                | Kalinić Foket, Bronn, Gigot, Asare (46' Rosted) B. Verstraete, Andrijašević, Kubo Kalu, Janga (69' Tsjakvetadze), Jaremtsjoek (81' Sylla)            | 45' Jaremtsjoek 71' B. Verstraete 84' Bronn                           |
| 24 januari 2018 20:30 Bosuilstadion Antwerpen                  | Limbombe 45+1'                                       | 0-1 1-1             | 34' Jaremtsjoek                         | Kalinić Foket, Bronn, Gigot, Asare (46' Rosted) B. Verstraete, Andrijašević, Kubo Kalu, Janga (69' Tsjakvetadze), Jaremtsjoek (81' Sylla)            | 45' Jaremtsjoek 71' B. Verstraete 84' Bronn                           |
| 28 januari 2018 14:30 Ghelamco Arena Gent                      | KAA Gent                                             | 2-0                 | Club Brugge                             | Kalinić Foket, Bronn, Gigot, Asare B. Verstraete (88' Mitrović), Andrijašević, Kubo (76' Dejaegere) Kalu (91' Tsjakvetadze), Sylla, Jaremtsjoek      | 68' Kubo 80' Dejaegere 83' Jaremtsjoek                                |
| 28 januari 2018 14:30 Ghelamco Arena Gent                      | Andrijašević 65' Kalu 78'                            | 1-0 2-0             |                                         | Kalinić Foket, Bronn, Gigot, Asare B. Verstraete (88' Mitrović), Andrijašević, Kubo (76' Dejaegere) Kalu (91' Tsjakvetadze), Sylla, Jaremtsjoek      | 68' Kubo 80' Dejaegere 83' Jaremtsjoek                                |
| 3 februari 2018 20:00 Kehrwegstadion Eupen                     | KAS Eupen                                            | 1-1                 | KAA Gent                                | Kalinić Foket, Bronn, Gigot, Asare B. Verstraete, Andrijašević, Kubo (78' Tsjakvetadze) Dejaegere, Sylla (64' Janga), Jaremtsjoek                    | 40' Bronn                                                             |
| 3 februari 2018 20:00 Kehrwegstadion Eupen                     | Koné 44'                                             | 1-0 1-1             | Janga 89'                               | Kalinić Foket, Bronn, Gigot, Asare B. Verstraete, Andrijašević, Kubo (78' Tsjakvetadze) Dejaegere, Sylla (64' Janga), Jaremtsjoek                    | 40' Bronn                                                             |
| 10 februari 2018 20:30 Ghelamco Arena Gent                     | KAA Gent                                             | 3-0                 | Sint-Truiden                            | Thoelen Foket, Bronn, Gigot, Asare B. Verstraete, Andrijašević (69' Tsjakvetadze), Kubo (83' Raskin) Dejaegere (69' Kalu), Janga, Jaremtsjoek        | 38' Andrijašević 54' Dejaegere 60' B. Verstraete                      |
| 10 februari 2018 20:30 Ghelamco Arena Gent                     | Kubo 11' Jaremtsjoek 56' Janga 65'                   | 1-0 2-0 3-0         |                                         | Thoelen Foket, Bronn, Gigot, Asare B. Verstraete, Andrijašević (69' Tsjakvetadze), Kubo (83' Raskin) Dejaegere (69' Kalu), Janga, Jaremtsjoek        | 38' Andrijašević 54' Dejaegere 60' B. Verstraete                      |
| 18 februari 2018 14:30 Ghelamco Arena Gent                     | KAA Gent                                             | 2-2                 | KV Mechelen                             | Kalinić Foket, Bronn, Gigot, Machado (46' Tsjakvetadze) Dejaegere, Andrijašević, Kubo (88' Sylla) Kalu, Janga, Jaremtsjoek                           | 51' Dejaegere 90' Kalu                                                |
| 18 februari 2018 14:30 Ghelamco Arena Gent                     | Janga 57' Jaremtsjoek 72'                            | 0-1 0-2 1-2 2-2     | 2' Tainmont 19' Rits                    | Kalinić Foket, Bronn, Gigot, Machado (46' Tsjakvetadze) Dejaegere, Andrijašević, Kubo (88' Sylla) Kalu, Janga, Jaremtsjoek                           | 51' Dejaegere 90' Kalu                                                |
| 24 februari 2018 20:30 Freethiel Beveren                       | Waasland-Beveren                                     | 1-2                 | KAA Gent                                | Kalinić Foket (62' Tsjakvetadze), Gigot, Rosted, Bronn B. Verstraete, Dejaegere, Andrijašević (58' Kubo) Kalu, Janga (76' Sylla), Jaremtsjoek        | 30' Andrijašević 83' B. Verstraete 90' Thoelen                        |
| 24 februari 2018 20:30 Freethiel Beveren                       | Thelin 18'                                           | 1-0 1-1 1-2         | 82' Bronn 92' Jaremtsjoek               | Kalinić Foket (62' Tsjakvetadze), Gigot, Rosted, Bronn B. Verstraete, Dejaegere, Andrijašević (58' Kubo) Kalu, Janga (76' Sylla), Jaremtsjoek        | 30' Andrijašević 83' B. Verstraete 90' Thoelen                        |
| 3 maart 2018 20:00 Ghelamco Arena Gent                         | KAA Gent                                             | 2-3                 | KV Oostende                             | Kalinić Foket, Bronn, Gigot, Asare B. Verstraete, Tsjakvetadze (67' Andrijašević), Kubo (70' Simon) Kalu, Sylla (68' Janga), Jaremtsjoek             | 3' Bronn 63' Asare                                                    |
| 3 maart 2018 20:00 Ghelamco Arena Gent                         | Janga 76' Jaremtsjoek 93' (pen.)                     | 0-1 0-2 1-2 2-2 2-3 | 39' (pen.) Gano 72' Akpala 96' Zivkovic | Kalinić Foket, Bronn, Gigot, Asare B. Verstraete, Tsjakvetadze (67' Andrijašević), Kubo (70' Simon) Kalu, Sylla (68' Janga), Jaremtsjoek             | 3' Bronn 63' Asare                                                    |
| 11 maart 2018 14:30 Luminus Arena Genk                         | KRC Genk                                             | 1-2                 | KAA Gent                                | Kalinić Foket, Gigot, Rosted, Asare B. Verstraete, Esiti, Tsjakvetadze (62' Kubo) Kalu (81' Christiansen), Jaremtsjoek (24' Janga), Simon            | 37' Tsjakvetadze                                                      |
| 11 maart 2018 14:30 Luminus Arena Genk                         | Trossard 86'                                         | 0-1 0-2 1-2         | 10' B. Verstraete 76' Kalu              | Kalinić Foket, Gigot, Rosted, Asare B. Verstraete, Esiti, Tsjakvetadze (62' Kubo) Kalu (81' Christiansen), Jaremtsjoek (24' Janga), Simon            | 37' Tsjakvetadze                                                      |

#### Overzicht
| Speeldag  | 1  | 2  | 3  | 4  | 5  | 6  | 7  | 8  | 9  | 10 | 11 | 12 | 13 | 14 | 15 | 16 | 17 | 18 | 19 | 20 | 21 | 22 | 23 | 24 | 25 | 26 | 27 | 28 | 29 | 30 |
| --------- | -- | -- | -- | -- | -- | -- | -- | -- | -- | -- | -- | -- | -- | -- | -- | -- | -- | -- | -- | -- | -- | -- | -- | -- | -- | -- | -- | -- | -- | -- |
| Resultaat | v  | v  | g  | v  | g  | g  | w  | v  | v  | w  | g  | w  | v  | w  | w  | w  | w  | w  | g  | w  | v  | w  | g  | w  | g  | w  | g  | w  | v  | w  |
| Punten    | 0  | 0  | 1  | 1  | 2  | 3  | 6  | 6  | 6  | 9  | 10 | 13 | 13 | 16 | 19 | 22 | 25 | 28 | 29 | 32 | 32 | 35 | 36 | 39 | 40 | 43 | 44 | 47 | 47 | 50 |
| Positie   | 12 | 13 | 13 | 15 | 15 | 15 | 12 | 14 | 14 | 12 | 12 | 12 | 12 | 11 | 10 | 7  | 5  | 4  | 5  | 4  | 5  | 4  | 4  | 4  | 4  | 4  | 4  | 4  | 4  | 4  |

#### Klassement
| Pos | Team               | Wed | W  | G  | V  | Ptn | DV | DT | +/− |       |
| --- | ------------------ | --- | -- | -- | -- | --- | -- | -- | --- | ----- |
| 1   | Club Brugge        | 30  | 20 | 7  | 3  | 67  | 68 | 33 | +35 | PO I  |
| 2   | RSC Anderlecht     | 30  | 16 | 7  | 7  | 55  | 49 | 42 | +7  | PO I  |
| 3   | Sporting Charleroi | 30  | 13 | 12 | 5  | 51  | 43 | 25 | +18 | PO I  |
| 4   | KAA Gent           | 30  | 14 | 8  | 8  | 50  | 45 | 27 | +18 | PO I  |
| 5   | KRC Genk           | 30  | 11 | 11 | 8  | 44  | 44 | 36 | +8  | PO I  |
| 6   | Standard Luik      | 30  | 11 | 11 | 8  | 44  | 43 | 41 | +2  | PO I  |
| 7   | KV Kortrijk        | 30  | 12 | 6  | 12 | 42  | 42 | 39 | +3  | PO II |

PO I: Play-off I, PO II: Play-off II, : Degradeert na dit seizoen naar eerste klasse B

### Play-off I

#### Wedstrijden
| Jupiler Pro League                                         |                     |                 |                                      | |                                                                        |
| Wedstrijddetails                                           | Thuisploeg          | Uitslag         | Uitploeg                             | Opstelling | Kaarten                                                                |
| Play-off 1                                                 |                     |                 |                                      | |                                                                        |
| 1 april 2018 18:00 Constant Vanden Stockstadion Anderlecht | RSC Anderlecht      | 0-2             | KAA Gent                             | Kalinić Foket, Bronn, Gigot, Asare B. Verstraete (90' Rosted), Esiti, Dejaegere (79' Kubo) Kalu, Janga, Simon (73' Tsjakvetadze)                     | 57' Asare 83' Kubo                                                     |
| 1 april 2018 18:00 Constant Vanden Stockstadion Anderlecht |                     | 0-1 0-2         | 47' Dejaegere 86' Kubo               | Kalinić Foket, Bronn, Gigot, Asare B. Verstraete (90' Rosted), Esiti, Dejaegere (79' Kubo) Kalu, Janga, Simon (73' Tsjakvetadze)                     | 57' Asare 83' Kubo                                                     |
| 8 april 2018 18:00 Ghelamco Arena Gent                     | KAA Gent            | 1-0             | Club Brugge                          | Kalinić Foket, Bronn, Gigot, Asare B. Verstraete, Esiti (63' Tsjakvetadze), Dejaegere Kalu (88' Andrijašević), Janga, Simon (74' Jaremtsjoek)        | 42' B. Verstraete 87' Dejaegere                                        |
| 8 april 2018 18:00 Ghelamco Arena Gent                     | Mechele (own) 2'    | 1-0             |                                      | Kalinić Foket, Bronn, Gigot, Asare B. Verstraete, Esiti (63' Tsjakvetadze), Dejaegere Kalu (88' Andrijašević), Janga, Simon (74' Jaremtsjoek)        | 42' B. Verstraete 87' Dejaegere                                        |
| 14 april 2018 20:30 Maurice Dufrasnestadion Luik           | Standard Luik       | 1-0             | KAA Gent                             | Kalinić Foket, Bronn, Gigot, Asare B. Verstraete, Esiti (46' Tsjakvetadze), Dejaegere Kalu (80' Kubo), Janga (56' Jaremtsjoek), Simon                | 57' Tsjakvetadze                                                       |
| 14 april 2018 20:30 Maurice Dufrasnestadion Luik           | Emond 90' (pen.)    | 1-0             |                                      | Kalinić Foket, Bronn, Gigot, Asare B. Verstraete, Esiti (46' Tsjakvetadze), Dejaegere Kalu (80' Kubo), Janga (56' Jaremtsjoek), Simon                | 57' Tsjakvetadze                                                       |
| 17 april 2018 20:30 Ghelamco Arena Gent                    | KAA Gent            | 0-0             | KRC Genk                             | Kalinić Foket, Bronn, Gigot, Asare B. Verstraete, Christiansen (80' Tsjakvetadze), Dejaegere (46' Andrijašević) Jaremtsjoek, Janga (46' Kalu), Simon | 14' Christiansen 34' Dejaegere 57' Foket 77' Kalu 89' Asare            |
| 17 april 2018 20:30 Ghelamco Arena Gent                    |                     |                 |                                      | Kalinić Foket, Bronn, Gigot, Asare B. Verstraete, Christiansen (80' Tsjakvetadze), Dejaegere (46' Andrijašević) Jaremtsjoek, Janga (46' Kalu), Simon | 14' Christiansen 34' Dejaegere 57' Foket 77' Kalu 89' Asare            |
| 22 april 2018 20:30 Stade du Pays Charleroi                | Sporting Charleroi  | 2-1             | KAA Gent                             | Kalinić Foket, Bronn, Gigot, Asare B. Verstraete, Kubo (72' Christiansen), Andrijašević Kalu (59' Dejaegere), Jaremtsjoek, Tsjakvetadze (83' Sylla)  | 9' Tsjakvetadze 43' Asare 63' Kubo 96' Andrijašević                    |
| 22 april 2018 20:30 Stade du Pays Charleroi                | Fall 23' Pollet 54' | 1-0 2-0 2-1     | 60' Kubo                             | Kalinić Foket, Bronn, Gigot, Asare B. Verstraete, Kubo (72' Christiansen), Andrijašević Kalu (59' Dejaegere), Jaremtsjoek, Tsjakvetadze (83' Sylla)  | 9' Tsjakvetadze 43' Asare 63' Kubo 96' Andrijašević                    |
| 29 april 2018 20:30 Ghelamco Arena Gent                    | KAA Gent            | 1-3             | Standard Luik                        | Kalinić Foket, Gigot, Rosted, Bronn B. Verstraete, Dejaegere (73' Andrijašević), Kubo (61' Tsjakvetadze) Jaremtsjoek, Janga, Simon (71' Kalu)        | 26' Kubo 73' Bronn 82' Jaremtsjoek 84' B. Verstraete                   |
| 29 april 2018 20:30 Ghelamco Arena Gent                    | Janga 43'           | 1-0 1-1 1-2 1-3 | 53' Cimirot 58' Edmilson 93' Cavanda | Kalinić Foket, Gigot, Rosted, Bronn B. Verstraete, Dejaegere (73' Andrijašević), Kubo (61' Tsjakvetadze) Jaremtsjoek, Janga, Simon (71' Kalu)        | 26' Kubo 73' Bronn 82' Jaremtsjoek 84' B. Verstraete                   |
| 4 mei 2018 20:30 Ghelamco Arena Gent                       | KAA Gent            | 0-1             | Sporting Charleroi                   | Thoelen Bronn, Gigot, Rosted (62' Tsjakvetadze), Asare B. Verstraete, Esiti (66' Dejaegere), Andrijašević Jaremtsjoek (46' Kalu), Janga, Simon       | 73' Asare                                                              |
| 4 mei 2018 20:30 Ghelamco Arena Gent                       |                     | 0-1             | 39' Rezaei                           | Thoelen Bronn, Gigot, Rosted (62' Tsjakvetadze), Asare B. Verstraete, Esiti (66' Dejaegere), Andrijašević Jaremtsjoek (46' Kalu), Janga, Simon       | 73' Asare                                                              |
| 10 mei 2018 20:30 Luminus Arena Genk                       | KRC Genk            | 1-1             | KAA Gent                             | Kalinić Bronn, Gigot, Rosted, Asare B. Verstraete, Dejaegere, Tsjakvetadze (33' Kalu (69' Janga)) Simon, Kubo (79' Esiti), Jaremtsjoek               | 14' Rosted 21' Dejaegere 36' Kalu 84' Rosted 93' Dejaegere 94' Kalinić |
| 10 mei 2018 20:30 Luminus Arena Genk                       | Samatta 66'         | 0-1 1-1         | 15' Kubo                             | Kalinić Bronn, Gigot, Rosted, Asare B. Verstraete, Dejaegere, Tsjakvetadze (33' Kalu (69' Janga)) Simon, Kubo (79' Esiti), Jaremtsjoek               | 14' Rosted 21' Dejaegere 36' Kalu 84' Rosted 93' Dejaegere 94' Kalinić |
| 13 mei 2018 18:00 Ghelamco Arena Gent                      | KAA Gent            | 1-0             | RSC Anderlecht                       | Kalinić Foket, Bronn, Gigot, Asare B. Verstraete, Esiti, Andrijašević (76' Janga) Simon (93' Sylla), Kubo, Jaremtsjoek (84' Koita)                   | 77' Bronn 88' B. Verstraete                                            |
| 13 mei 2018 18:00 Ghelamco Arena Gent                      | Simon 66'           | 1-0             |                                      | Kalinić Foket, Bronn, Gigot, Asare B. Verstraete, Esiti, Andrijašević (76' Janga) Simon (93' Sylla), Kubo, Jaremtsjoek (84' Koita)                   | 77' Bronn 88' B. Verstraete                                            |
| 20 mei 2018 18:00 Jan Breydelstadion Brugge                | Club Brugge         | 0-1             | KAA Gent                             | Kalinić Foket, Bronn, Gigot, Asare Dejaegere, Esiti, Andrijašević (81' Tsjakvetadze) Simon (94' Rosted), Kubo, Jaremtsjoek (88' Janga)               | 41' Gigot                                                              |
| 20 mei 2018 18:00 Jan Breydelstadion Brugge                |                     | 0-1             | 28' Kubo                             | Kalinić Foket, Bronn, Gigot, Asare Dejaegere, Esiti, Andrijašević (81' Tsjakvetadze) Simon (94' Rosted), Kubo, Jaremtsjoek (88' Janga)               | 41' Gigot                                                              |

#### Overzicht
| Speeldag  | 1  | 2  | 3  | 4  | 5  | 6  | 7  | 8  | 9  | 10 |
| --------- | -- | -- | -- | -- | -- | -- | -- | -- | -- | -- |
| Resultaat | w  | w  | v  | g  | v  | v  | v  | g  | w  | w  |
| Punten    | 28 | 31 | 31 | 32 | 32 | 32 | 32 | 33 | 36 | 39 |
| Positie   | 2  | 2  | 3  | 3  | 3  | 4  | 5  | 4  | 4  | 4  |

#### Klassement
| Pos | Team               | Wed | W | G | V | Ptn | DV | DT | +/− |                                        |
| --- | ------------------ | --- | - | - | - | --- | -- | -- | --- | -------------------------------------- |
| 1   | Club Brugge        | 10  | 3 | 3 | 4 | 46  | 17 | 12 | +5  | Kampioen, Groepsfase Champions League  |
| 2   | Standard Luik      | 10  | 6 | 3 | 1 | 43  | 20 | 9  | +11 | Voorrondes Champions League            |
| 3   | RSC Anderlecht     | 10  | 4 | 0 | 6 | 40  | 12 | 15 | −3  | Groepsfase Europa League               |
| 4   | KAA Gent           | 10  | 4 | 2 | 4 | 39  | 8  | 8  | 0   | Voorrondes Europa League               |
| 5   | KRC Genk           | 10  | 4 | 4 | 2 | 38  | 13 | 13 | 0   | Testwedstrijd tegen winnaar Play-off 2 |
| 6   | Sporting Charleroi | 10  | 2 | 2 | 6 | 34  | 9  | 22 | −13 |                                        |

1. ↑  Aangezien Standard Luik de Beker van België won, gaf de derde plaats recht op rechtstreekse kwalificatie voor de groepsfase van de Europa League

## Beker van België
| Beker van België                                    |                                                 |                     |                                                 | |               |
| Wedstrijddetails                                    | Thuisploeg                                      | Uitslag             | Uitploeg                                        | Opstelling | Kaarten       |
| 1/16 finale                                         |                                                 |                     |                                                 | |               |
| 20 september 2017 20:30 Leunenstadion Geel          | ASV Geel                                        | 2-3                 | KAA Gent                                        | Thoelen Gigot, Dussenne, De Smet Milićević, Marcq (68' Esiti), Andrijašević, Machado Kalu (87' Bronn), Sylla (79' Jaremtsjoek), Kubo     |               |
| 20 september 2017 20:30 Leunenstadion Geel          | Kerckhofs 48' (pen.) Nelissen 69'               | 0-1 1-1 1-2 2-2 2-3 | 9' Milićević 59' (pen.) Milićević 81' Milićević | Thoelen Gigot, Dussenne, De Smet Milićević, Marcq (68' Esiti), Andrijašević, Machado Kalu (87' Bronn), Sylla (79' Jaremtsjoek), Kubo     |               |
| 1/8 finale                                          |                                                 |                     |                                                 | |               |
| 29 november 2017 20:30 Ghelamco Arena Gent          | KAA Gent                                        | 2-1                 | KSC Lokeren                                     | Kalinić Bronn, Gigot, Mitrović, Asare Dejaegere (77' B. Verstraete), Esiti, Milićević (90' Kubo) Simon (66' Saief), Jaremtsjoek, Machado | 93' Saief     |
| 29 november 2017 20:30 Ghelamco Arena Gent          | Mitrović 18' Milićević 64'                      | 1-0 2-0 2-1         | 85' Söder                                       | Kalinić Bronn, Gigot, Mitrović, Asare Dejaegere (77' B. Verstraete), Esiti, Milićević (90' Kubo) Simon (66' Saief), Jaremtsjoek, Machado | 93' Saief     |
| 1/4 finale                                          |                                                 |                     |                                                 | |               |
| 12 december 2017 20:00 Guldensporenstadion Kortrijk | KV Kortrijk                                     | 4-1                 | KAA Gent                                        | Kalinić Bronn, Dussenne, Mitrović, Machado (65' Kubo) Dejaegere, Esiti, Milićević Foket (70' Kalu), Sylla, Saief (73' Simon)             | 53' Dejaegere |
| 12 december 2017 20:00 Guldensporenstadion Kortrijk | Rougeaux 7' Ouali 25' Ajagun 41' Stojanovic 75' | 1-0 1-1 2-1 3-1 4-1 | 8' Sylla                                        | Kalinić Bronn, Dussenne, Mitrović, Machado (65' Kubo) Dejaegere, Esiti, Milićević Foket (70' Kalu), Sylla, Saief (73' Simon)             | 53' Dejaegere |

## Europees

### Voorrondes
| UEFA Europa League                         |                                  |                 |                      | |                                                                           |
| Wedstrijddetails                           | Thuisploeg                       | Uitslag         | Uitploeg             | Opstelling | Kaarten                                                                   |
| Derde voorronde                            |                                  |                 |                      | |                                                                           |
| 27 juli 2017 20:30 Ghelamco Arena Gent     | KAA Gent                         | 1-1             | SCR Altach           | Kalinić Gigot, Mitrović, Asare B. Verstraete (46' Kalu), Marcq (67' Coulibaly), Milićević, Dejaegere Kubo, Sylla, Simon          |                                                                           |
| 27 juli 2017 20:30 Ghelamco Arena Gent     | Coulibaly 77'                    | 0-1 1-1         | 6' Ngwat-Mahop       | Kalinić Gigot, Mitrović, Asare B. Verstraete (46' Kalu), Marcq (67' Coulibaly), Milićević, Dejaegere Kubo, Sylla, Simon          |                                                                           |
| 3 augustus 2017 20:00 Tivoli Neu Innsbruck | SCR Altach                       | 3-1             | KAA Gent             | Rinne Gigot, Mitrović, Asare Dejaegere, Marcq, Esiti (40' Kalu), Simon Milićević (82' Kubo), Coulibaly, Andrijašević (69' Sylla) | 20' Coulibaly 24' Esiti 31' Mitrović 32' Gigot 50' Mitrović 55' Milićević |
| 3 augustus 2017 20:00 Tivoli Neu Innsbruck | Ngamaleu 12' Nutz 77' Dobras 89' | 1-0 1-1 2-1 3-1 | 45' (pen.) Milićević | Rinne Gigot, Mitrović, Asare Dejaegere, Marcq, Esiti (40' Kalu), Simon Milićević (82' Kubo), Coulibaly, Andrijašević (69' Sylla) | 20' Coulibaly 24' Esiti 31' Mitrović 32' Gigot 50' Mitrović 55' Milićević |